# Rohrkrepierer

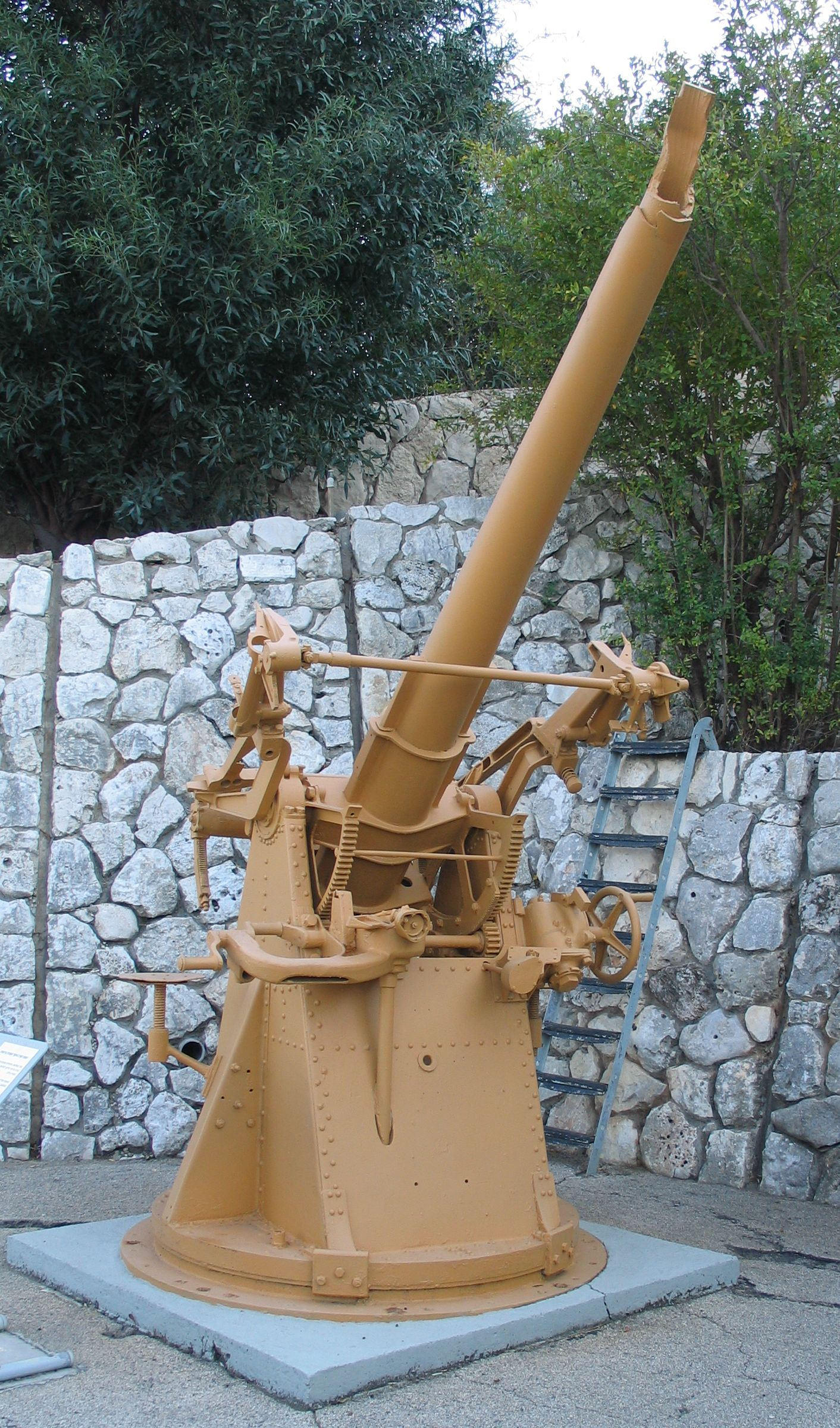
Britisches 3-Zoll-Geschütz aus dem Ersten Weltkrieg, zerstört durch Rohrkrepierer am Rohrende. Museum für Illegale Einwanderung und Marine, Haifa

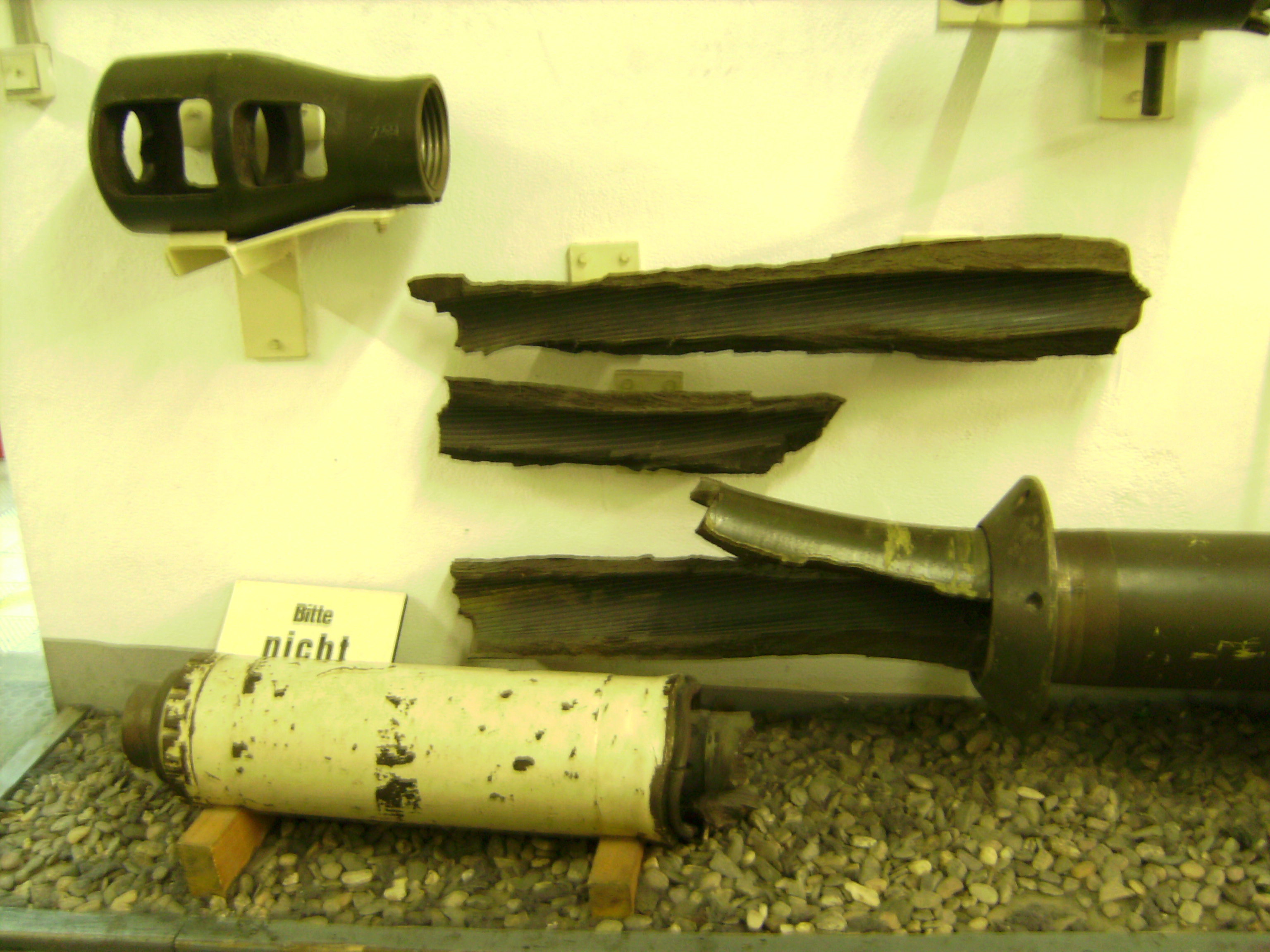
Rohrkrepiererreste bei einem Kanonenjagdpanzer der Bundeswehr

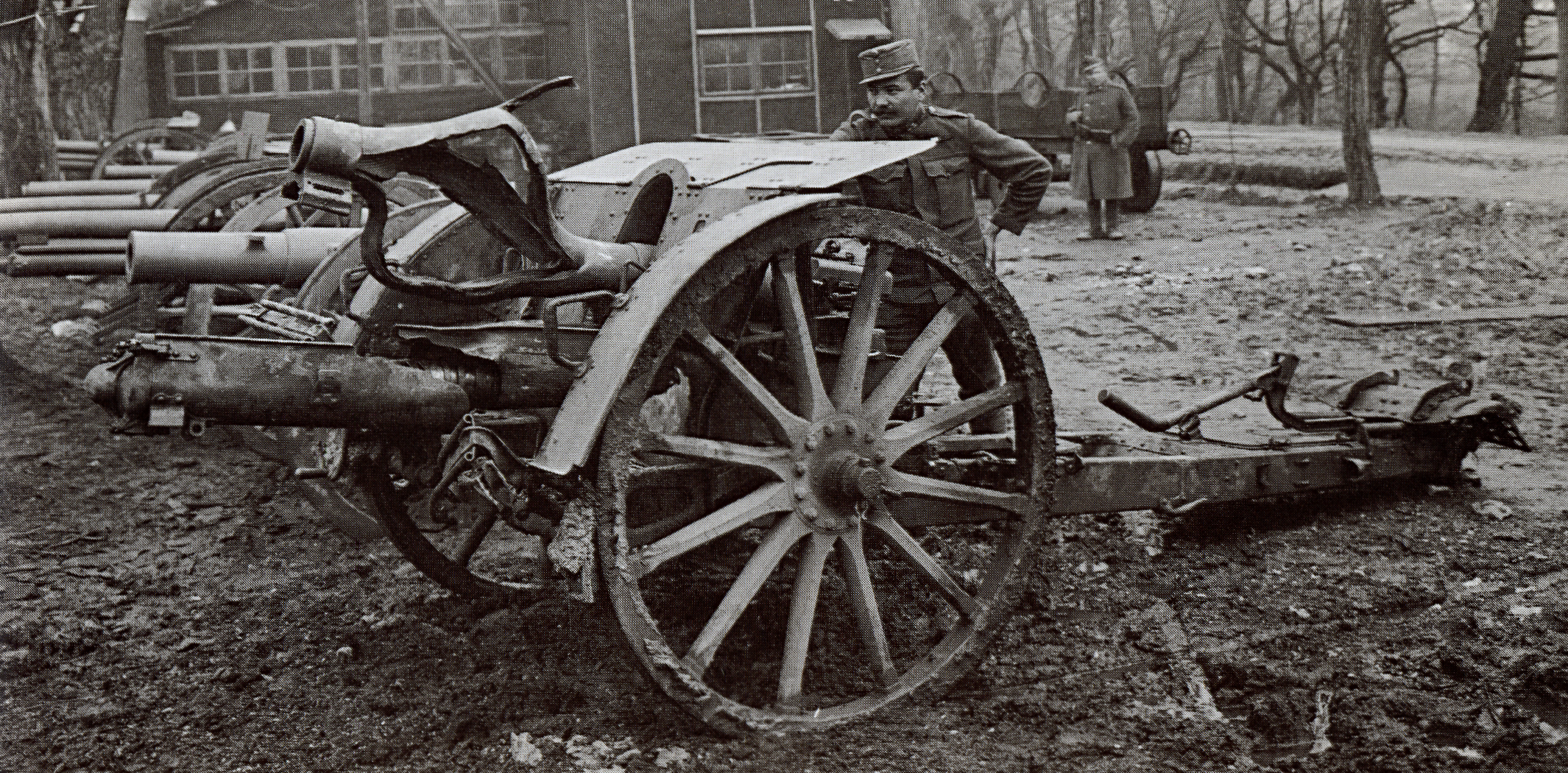
Österreichisch-ungarische 10 cm M. 14 Feldhaubitze Modell 1914 nach Rohrkrepierer

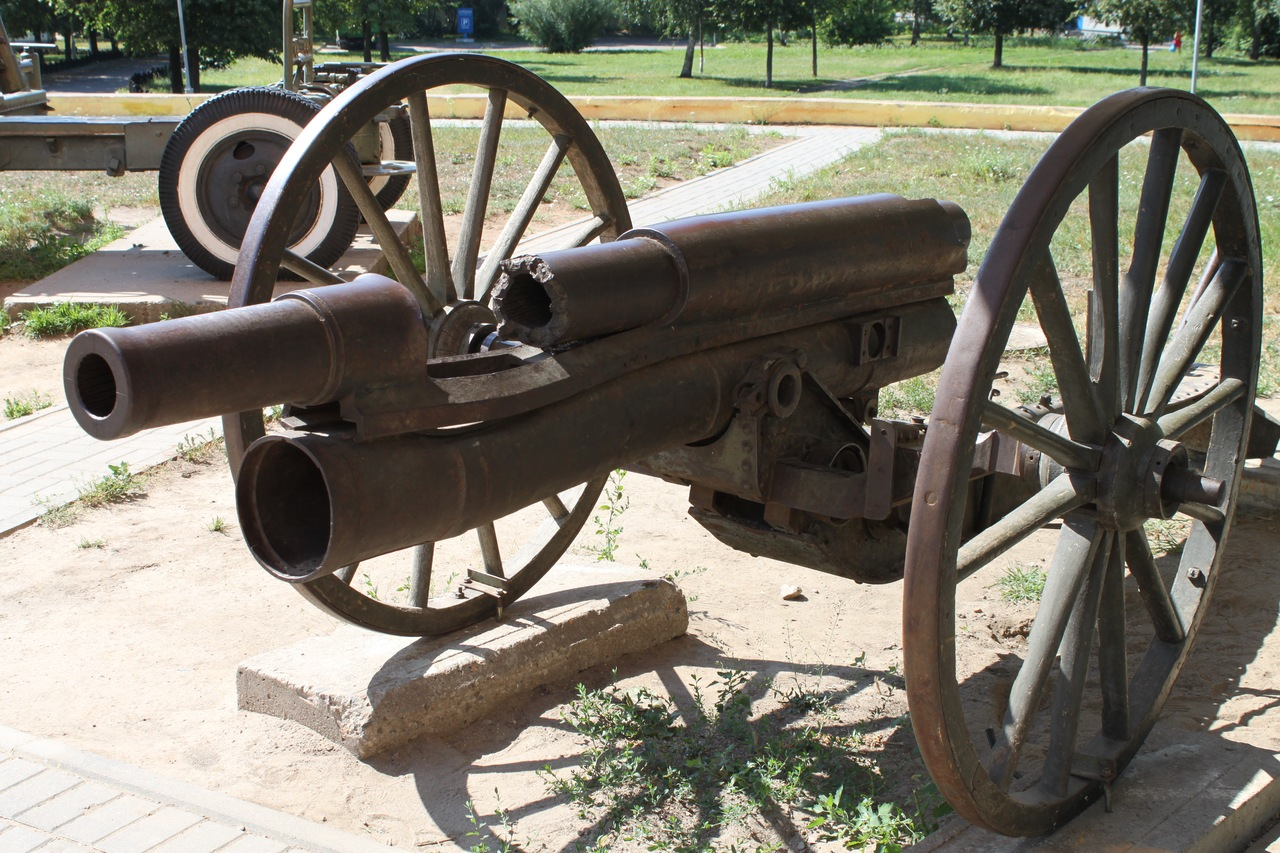
Russische 3-Zoll-Kanone Modell 1902 in Jaroslawl

Ein Rohrkrepierer (in der Militärsprache Rohrzerspringer, Rohrzerscheller oder Rohrdetonierer genannt) ist ein Geschoss, das schon im Lauf einer Schusswaffe explodiert oder aus anderen Gründen nicht bestimmungsgemäß funktioniert.

## Analogien
- Im übertragenen Sinne bezeichnet man auch eine Maßnahme, die in einem Misserfolg endet, als Rohrkrepierer. Auch eine Person, die kontraproduktiv handelt und Schaden anrichtet, wird mitunter so bezeichnet, ebenso als misslungen empfundene Witze und Ähnliches.[3]
- Bei Fehlfunktionen von Schusswaffen kann es vorkommen, dass Projektile im Lauf einer Waffe stecken bleiben. Im englischsprachigen Bereichen ist dies auch als „Squib load“ bekannt.[4] Sofern wesentliche Rückstände im Lauf verblieben sind, ist die Geschossvorlagenfähigkeit nicht mehr gegeben.
- Bei der Verwendung von Torpedos sind ebenfalls Rohrkrepierer bekannt.[5]
- In einigen Gebieten der Schweiz wird ein Rohrkrepierer umgangssprachlich als Rohrzünder bezeichnet. Diese Bezeichnung ist im übrigen deutschsprachigen Raum jedoch weitgehend unbekannt.

## Ursachen im Bereich der Artillerie
Häufigste Ursache für Rohrkrepierer sind heißgeschossene Rohre. Diese treten meist dann auf, wenn Schnellfeuer über einen längeren Zeitraum geschossen wurde. Auch verzogene Geschützrohre durch Feindeinwirkung, Fehler beim Einstellen der Zünder für die Munition oder vergessene Reinigungsgeräte im Lauf wie Lappen oder Bürsten können Ursache für Rohrkrepierer sein.

### Überhitzung
Wenn ein Artilleriegeschütz Schnellfeuer schießen muss und dabei nicht gekühlt werden kann, werden sowohl die Kammer als auch das Rohr stetig großer Hitze ausgesetzt. Anders als bei panzerbrechenden Geschossen bestehen Sprenggeschosse aus dünnwandigen Materialien. Ist das Rohr indes zu heiß geschossen, können die dünnen Geschosswände die Hitze nicht mehr vom Sprengsatz fernhalten und bringen das Geschoss vorzeitig zur Detonation. Gleiches kann dem Zündmechanismus widerfahren. In beiden Fällen „krepiert“ das Geschoss im Rohr oder kurz danach. Munitionswarte sprechen von „kochender Munition“, das heißt Munition, die durch Überhitzung vorzeitig oder unbeabsichtigt detoniert. Beim Rohrkrepierer ist dieser Vorgang extrem beschleunigt.

### Verzogene Rohre
Durch fehlende Wartung, übermäßigen Einsatz oder extremes Schnellfeuer kann sich ein Geschützrohr verziehen, das heißt eine Krümmung aufweisen. Normalerweise würde ein solches Geschütz ausgesondert oder ersetzt. In bestimmten Gefechtssituationen ist dies nicht möglich. Dann kann die Krümmung dazu führen, dass ein Geschoss einfach stecken bleibt. Diese Gefahr besteht besonders bei großkalibrigen Geschützen mit hoher Treibladung, starker Hitzeentwicklung und langen Geschossen.
Rohre können sich auch durch Ausdehnung oder Ausglühen nach innen verengen, oft asymmetrisch oder an bestimmten Schwachstellen. Hierbei muss das Geschoss auch bei einem zwischenzeitlich erkalteten Rohr eine Engstelle passieren und kann unter großer Hitzewirkung verformt werden oder seitlich aufreißen.

### Zünder
Häufig werden beim Verschuss Zeitzünder eingesetzt. Sie sollen sowohl über, auf oder in der Erde als auch noch später detonieren, um eine größtmögliche Wirkung zu erzielen. Falsch eingestellte oder fehlerhafte Zünder können zu Rohrkrepierern führen.

### Vergessene Reinigungsgeräte
Rohre werden gereinigt, das heißt mit Lappen durchzogen oder mit speziellen Bürsten ausgekehrt. Werden solche Geräte im Rohr vergessen, kann sich das Geschoss im Lauf verkeilen, deformieren und detonieren. Bei älteren Aufschlagzündern konnten diese beim Kontakt mit dem Gerät zünden, moderne Aufschlagzünder aktivieren sich erst nach dem Austritt des Projektils aus dem Lauf und zünden ohne vorherige Einwirkung der Eigendrehung (Drall) nicht oder schwerer.
Vergessene Reinigungsgeräte kamen vermehrt bei älteren Bautypen vor, bei denen die Rohre nach einer bestimmten Anzahl von Schüssen unmittelbar während der Gefechtssituation hektisch geputzt werden mussten, um betriebsbereit gehalten zu werden. Dies ist heute durch die Verwendung moderner schmaucharmer Treibladungen und veränderter Bauformen für Rohre nicht mehr so oft nötig und kann deshalb auf die Gefechtspausen verlegt werden, wenn für diese Tätigkeit und entsprechende Nachkontrollen mehr Zeit zur Verfügung steht.

### Sprengpatronen

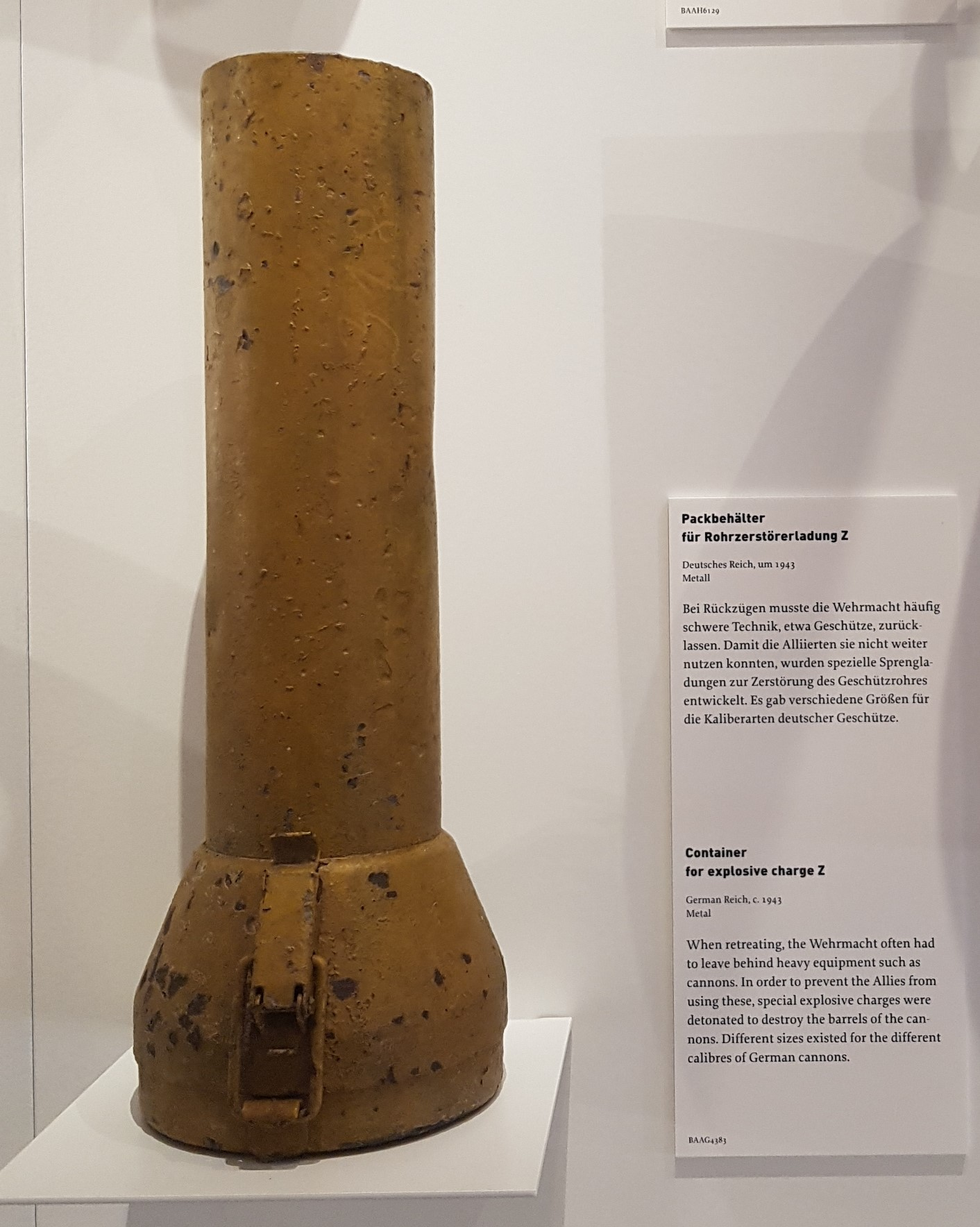
Behälter für Sprengpatrone Z (Spr.Patr.Z.)

Sprengpatronen wurden genutzt, um Geschütze unbrauchbar zu machen, wenn die Situation dies erforderte. Beim Rückzug deutscher Verbände im Zweiten Weltkrieg konnten nicht immer alle Geschütze geborgen werden. Um diese Geschütze nicht als Waffen an gegnerische Einheiten zu verlieren, wurden Geschütze mit Sprengpatronen oder auf andere Weise unbrauchbar gemacht. Die sogenannte Sprengpatrone Z (Spr.Patr.Z.) war für unterschiedliche Kaliber verfügbar und wurde in solchen Fällen eingesetzt, um Geschütze ohne Personengefährdung zu zerstören.

## Häufigkeit
Um 1904 wurden grundsätzliche Probleme mit Rohrkrepierern bei englischen Drahtkanonen der Kaiserlich Japanischen Marine bekannt. Bei sieben von sechzehn Geschützen der Kriegsschiffe Mikasa, Asahi, Shikishima und Fuji wurde von Problemen mit Rohrkrepierern berichtet.
Im Ersten Weltkrieg war der Rohrkrepierer ein häufiges Problem, mit dem die kämpfenden Artilleristen beschäftigt waren. Die Geschütze standen, wie z. B. an der Somme, im Dauergefecht und konnten nur selten herausgelöst werden. So kam es häufig zu Unfällen ohne Feindeinwirkung, die maßgeblich auf Rohrkrepierer zurückzuführen waren. Es gab uneinheitliche Richtlinien zur Dauer des Gebrauchs der Geschütze, so dass diese nach Augenmaß und Erfahrung der Artilleristen so lange benutzt wurden, bis ein Rohrkrepierer zu wahrscheinlich wurde. Man arbeitete sich an eine subjektiv eingeschätzte Grenze heran, bevor dem Rohr eine Pause zur Abkühlung gegeben wurde. Der dann bereits eingetretene Verzug ließ sich nicht genau abmessen. Auch die Qualität der Munition war je nach Kriegszeitpunkt und Herkunft unterschiedlich. Es gab Chargen mit höherer Fehlerquote, deren Verwendung die Artilleristen misstrauten.
Überhitzung und Rohrverkrümmung wurden bis zum Zweiten Weltkrieg durch verbesserte Material- und Verarbeitungseigenschaften (z. B. Autofrettage) sowie veränderte Bedienungsrichtlinien (regelmäßige Kontrollen) weitgehend als Ursache für Rohrkrepierer ausgeschaltet. Aufgrund der normalen Abnutzung der Rohre und damit einhergehend veränderten ballistischen Eigenschaften wurde seitens der Industrie verstärkt regulär geplante Feldlieferung von Ersatzrohren für verschiedene Typen durchgeführt, was auch den baldigeren Austausch von ausgeglühten oder verzogenen Rohren ermöglichte. Dennoch kam es auch noch im Zweiten Weltkrieg immer wieder zu solchen Unfällen, insbesondere bei Materialknappheit oder schweren Gefechten. Bei neuerer Artillerie ist die Zahl der Rohrkrepierer auf ein Minimum reduziert und wird fast immer auf fehlerhafte Munition zurückgeführt.

## Auswirkungen
Die Auswirkungen können für Personen im Nahbereich tödlich sein, weil die Sprengung einer Waffe ernsthafte Verletzungen nach sich ziehen kann.